# New South Wales Open 1994 - Doppio femminile
Il doppio femminile del New South Wales Open 1994 è stato un torneo di tennis facente parte del WTA Tour 1994.
Pam Shriver e Elizabeth Smylie erano le detentrici del titolo, ma quest'anno non hanno partecipato.
Patty Fendick e Meredith McGrath hanno battuto in finale 6–2, 6–3 Jana Novotná e Arantxa Sánchez Vicario.

## Teste di serie
1. Jana Novotná /  Arantxa Sánchez Vicario (finale)
2. n/a
3. Conchita Martínez /  Rennae Stubbs (quarti di finale)
4. Zina Garrison-Jackson /  Mary Joe Fernández (quarti di finale)

## Tabellone

### Legenda
| - Q = Qualificato - WC = Wild card - LL = Lucky loser | - ALT = Alternate - SE = Special Exempt - PR = Protected Ranking | - w/o = Walkover - r = Ritirato - d = Squalificato |